# Lourouer-Saint-Laurent
Lourouer-Saint-Laurent là một xã ở tỉnh Indre khu vực trung bộ Pháp. Xã này có diện tích 11,21 km², dân số thời điểm năm 1999 là 224 người. Khu vực này có độ cao trung bình 217 mét trên mực nước biển.